# Henk Kuiper

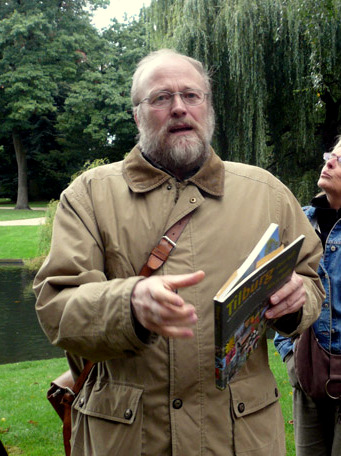
Henk Kuiper in 2007

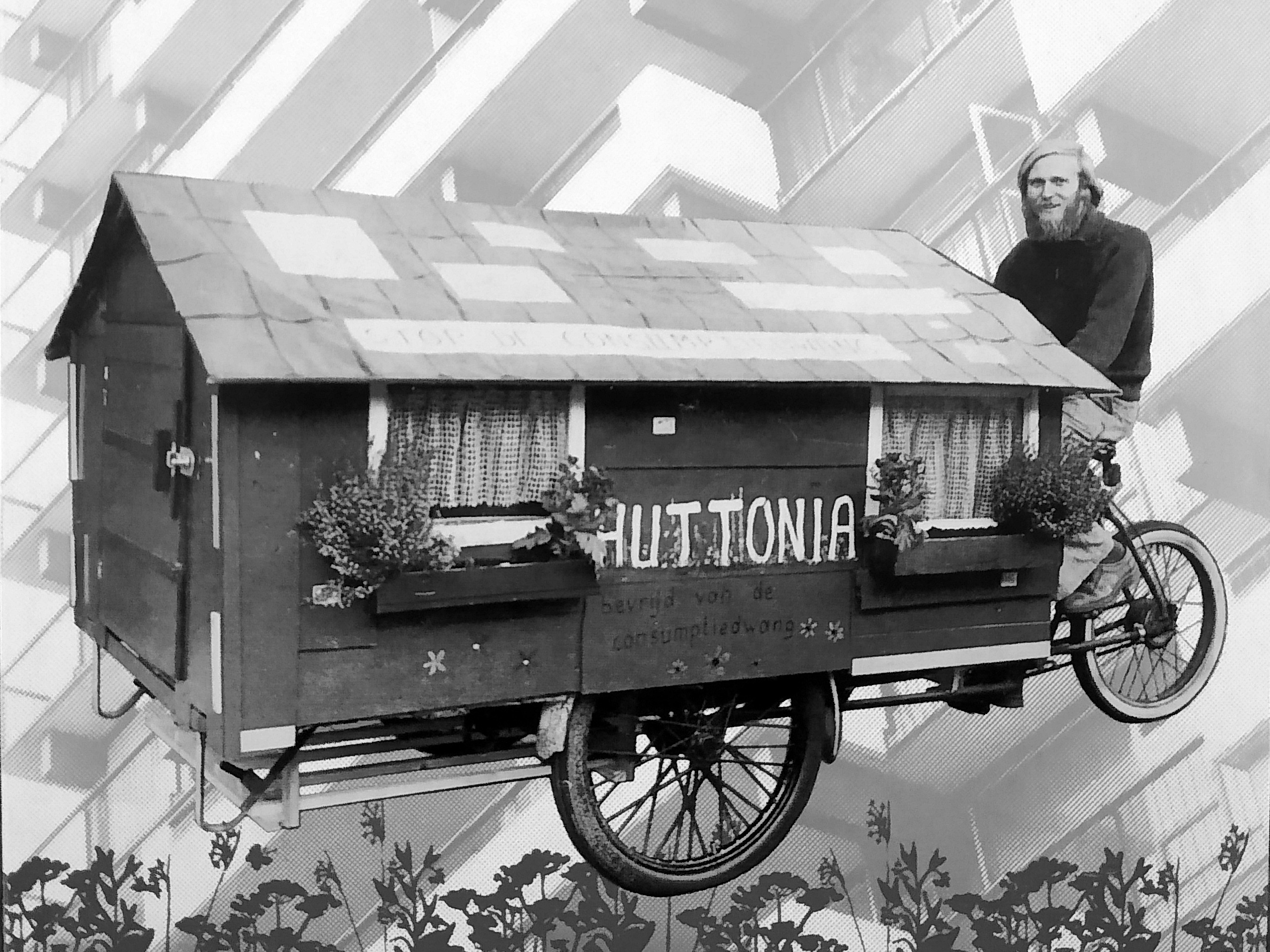
Micronatie 'Huttonia' (1979)

Hendrik (Henk) Willem Kuiper (Tilburg, 1951 - aldaar, 2014) was een Nederlands veldbioloog, dendroloog en milieuactivist avant la lettre. Eind jaren zeventig werd hij landelijk bekend met zijn alternatieve woonvorm 'Huttonia'. In de jaren negentig streed hij voor het behoud van de monumentale lindeboom in Tilburg. Kuiper was een van Nederlands' eerste stadsnatuurgidsen. 

## Leven

### Micronatie
In zijn studententijd bemerkte Kuiper reeds dat er het nodige mis was in de zo voortvarend wederopgebouwde Nederlandse samenleving. Na vele botsingen met de gemeente over wooneisen en bouwverordeningen verklaarde hij op 10 juni 1979 zijn micronatie 'Huttonia' onafhankelijk. Het was feitelijk niet meer dan een zelfgebouwde hut langs het Wilhelminakanaal, een uitgebouwde bakfiets, bewoond door hemzelf en zo nu en dan logees of medebewoners. Hiermee ging hij volgens eigen zeggen weg uit het land ‘Consumptia’ naar het land ‘Huttonia’, een natie waar medestanders 'politiek asiel' konden vinden. 
Kuiper wilde bewust, om milieuredenen, een sober leven leiden, ‘bevrijd van de consumptiedwang'. Het televisieprogramma Showroom van de NCRV volgde en filmde Henk in 1979. In 2006 was nog een vervolg erop te zien in ‘Denkend aan Showroom'.
Het vrije leven in de natuur was echter van korte duur. Het lot van Huttonia werd wrang genoeg bezegeld door de sociale druk om maar vooral 'normaal' te doen. Er was wel enige waardering voor zijn alternatieve weg, maar toch vooral onbegrip, wat leidde tot intolerantie en agressie. Zijn eerste hut werd platgebrand door vandalen, de tweede werd afgebroken door de gemeente Tilburg, een derde -in het dal van de Leij- afgebroken door de gemeente Goirle en een vierde hut opnieuw platgebrand. 
Noodgedwongen betrok Kuiper een appartement in Tilburg en koos voor andere uitingen van zijn idealen. Als inmiddels landelijk vermaard bioloog en botanicus verdiende hij zijn huur met inventarisaties en veldonderzoek in opdracht van steden als Den Haag en Utrecht.

### Lindeboom

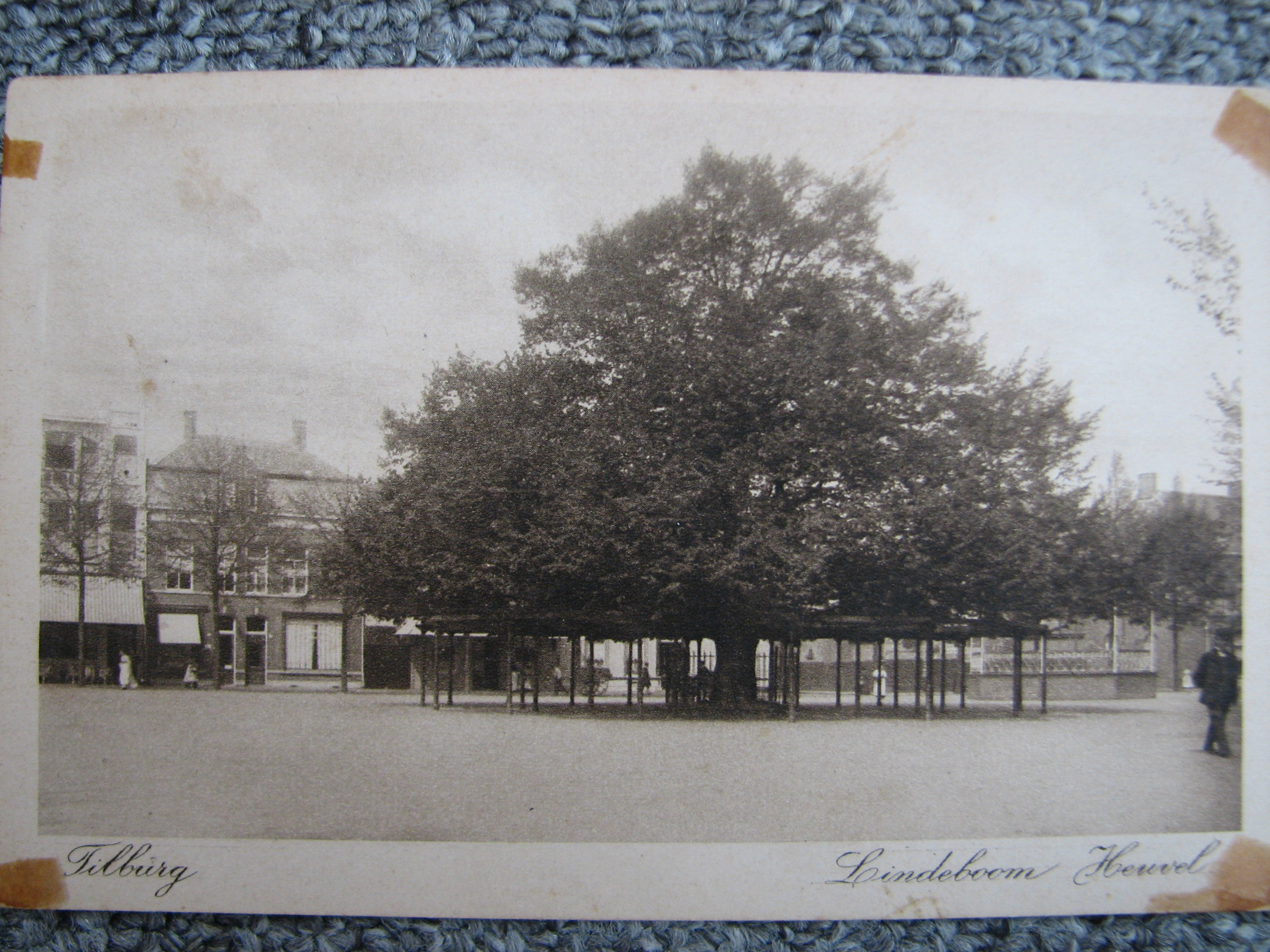
De Tilburgse lindeboom anno 1923

Terwijl andere steden hem vroegen om in bomen te klimmen, werd Kuiper in zijn eigen stad juist uit de boom getrokken. Op 27 april 1994 moest de eeuwenoude Lindeboom op de Heuvel, in het centrum van Tilburg, eraan geloven. Kuiper was leider van een breedgedragen protest hier tegen, maar tevergeefs. Gadegeslagen door een boze menigte en onder protestgelui van kerkklokken werd de doorgezaagde (holle) boom omhooggetakeld. Verrassend genoeg, en onder luid gejuich, kwam onder de gerooide stam een, gezonde jonge linde tevoorschijn. Een adventiefstam. Deze echter werd de volgende dag al verwijderd door de gemeente. Kuiper wist evenwel een herstelwortel van de ‘oudste Tilburger’ uit de grond te redden, dewelke hij opkweekte op een geheime locatie. In 2009 plaatste de gemeente (andere, vermeende) nakomelingen van de lindeboom op het dan heringerichte Heuvelplein. Kuipers' rechtstreekse nazaat van de linde staat sinds 2013 in de Ambrosiushof in Hilvarenbeek. De boom is verdeeld in vijf stammen en gedijt goed.
In 1996 liet Kuiper opnieuw van zich horen bij herplaatsing van het standbeeld van Willem II ten behoeve van de aanleg van een fietskelder onder het Heuvelplein. Hij ontnam burgemeester Brokx het woord, om opnieuw te protesteren tegen het gemeentelijk kapbeleid, dat hij kenschetste als een ‘botte bijl beleid'. Kuiper werd terstond door de politie verwijderd. Hij kreeg een proces aan zijn broek voor verstoring van de openbare orde en verzet tegen de ‘sterke arm'.
Na de millenniumwisseling ging Kuiper zich meer en meer focussen op de documentatie van de bijzondere natuur in Tilburg en bracht erover enkele boeken uit. Met veel enthousiasme gaf hij rondleidingen en lezingen over de stadsnatuur, hetzij vanuit het IVN, hetzij vanuit de in 2001 opgerichte Stichting Stadsbomen Tilburg.

## Nagedachtenis

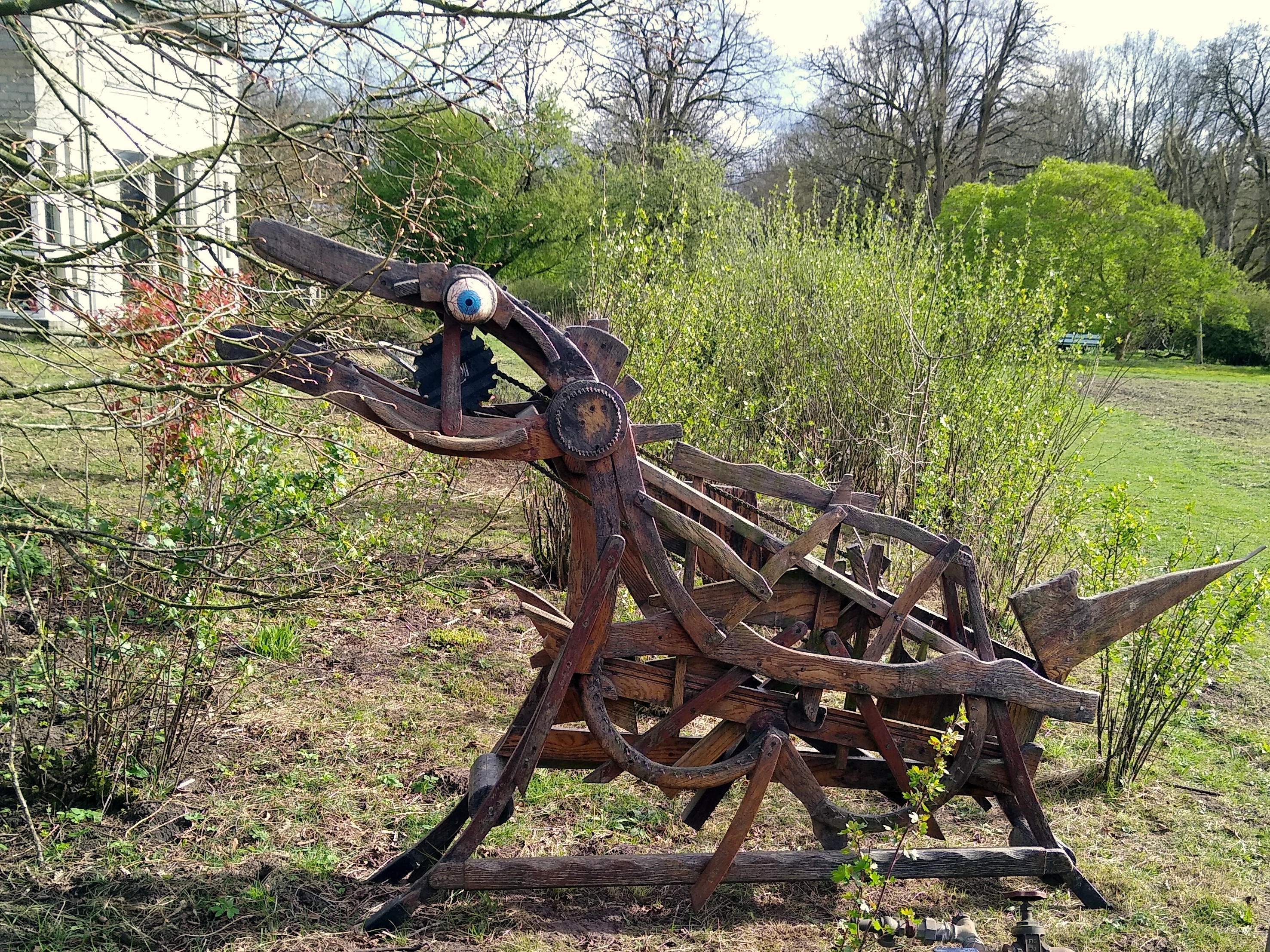
De Boomvreter (2009) door Paul Kolen

Kuiper overleed op 1 april 2014 aan kanker, op 63-jarige leeftijd. De overlijdensadvertentie in het Brabants Dagblad kenschetst hem als 'Huttoniaan, visionair, stadsbioloog, bomenkenner, luis in de gemeente-pels' en 'Lindebeschermer'. Andere bijnamen van hem zijn onder meer ‘eco-warrior’ en zelfs ‘de groene Sint’.
Te zijner nagedachtenis staat langs de Tilburgse binnenhaven (Piushaven) een klein gedenkteken. Bij zijn lindeboom in Hilvarenbeek staat sinds 2020 een houten kunstwerk genaamd 'De Boomvreter' dat aan Kuiper is opgedragen. Het is vervaardigd door Paul Kolen, een vroege mede-actievoerder tegen de gemeentelijke kapwoede.